# Alien Loves Predator
Alien Loves Predator, zkráceně ALP, (česky Vetřelec milující Predátora) ale nepřekládá se, je americký webový komiks, parodující vztah Vetřelec versus Predátor. Komiks, který tvoří Bernie Hou pojednává o vetřelci zvaném Abe (od Alien) a Predátorovi Preston, kteří jsou spolubydlící v jednom Newyorském bytě.
Poprvé se komiks objevil roku 2004 a roku 2008 autor upozorňoval, že nové části budou přibývat sporadicky. Po krátkém provozování jiného komiksu, zvaném If You See Something, se vrátil k ALP a nyní vychází další části každé úterý.

## Styl
Komiks je ztvárněn formou fotomontáže, kdy Hou využívá figurek vetřelce a predátora a vlastních modelů věcí. Jako ostatní lidé v NY jsou použity panenky. V komiksu ostatní lidi nezaskočí, že s nimi v New Yorku žije vetřelec nebo predátor, kteří mluví anglicky.